# 奥列特
奥列特，是西班牙阿拉贡自治区特鲁埃尔省的一个市镇。总面积86平方公里，总人口454人（2001年），人口密度5人/平方公里。